# ملاک خجلت

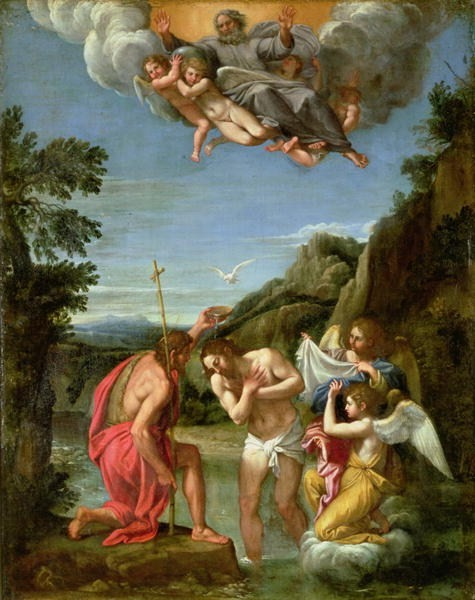
تعمید مسیح توسط فرانچسکو آلبانی. از آن‌جایی که یحیی را برتر از عیسی قرار می‌دهد، معیار شرمندگی برای استدلال تاریخی بودن غسل تعمید عیسی توسط یحیی تعمید‌دهنده استفاده شده‌است.

ملاک خِجلت (به انگلیسی: Criterion of embarrassment) ابزاری است که برخی از محققین کتاب مقدس از آن استفاده می‌کنند تا در مورد این احتمال تصمیم‌گیری کنند که رفتار و گفته‌های خاصی که به عیسی در عهد جدید نسبت داده شده است، به عیسی بازمی‌گردد، یا توسط کلیسا ابداع شده‌اند. این ابزار بر پایهٔ این فرض بنا شده که محتمل نیست که کلیسای ابتدایی مطالبی که باعث خجلت‌اش می‌شده یا به استدلال‌های رقیبانش کمک می‌کرده را ابداع کند؛ بلکه محتمل‌تر است که این‌گونه مطالب که از عیسی صادر شده، توسط کلیسا تدریجاً حذف یا نرم بشوند.